# 4 Horror Tales
Son 4 películas de terror bajo el título central de "4 Horror Tales", pero que son totalmente independientes entre ellas, se basan en ,
4 directores:
- Jeong Jong-hoon
- Kwon Il-soo
- Kim Eun-kyeong
- Kim Jeong-min

Cuatro temas:
- Asesinatos cada 4 años el día 29 de febrero
- Apartamento que es siniestro
- Cuartos fantasmales
- Oscura, Tenebrosa Forestación

Todas estrenadas en un mismo año.
Y Cuatro películas:
- February 29:

Primera película de la serie.
- Forbidden Floor

Seguna película de la serie.
- D-Day (Roommates)

Tercera película de la serie.
- Dark Forest

Cuarta película y última de la serie.

## Series

### February 29
February 29 (2월 29일 Iwol isibguil), es una película de 2006 de terror coreana y la primera entrega de la serie 4 Horror Tales.
Ji-yeon, una muchacha que trabaja en una barrera de peaje, es asustada por un misterioso coche negro que paga a medianoche con un billete manchado de sangre.
Su miedo aumenta cuando un colega, Jong-sook, le comenta que 12 años antes un vehículo de transporte de presos causó un accidente de tráfico, muriendo y desapareciendo todos los cuerpos.
Desde entonces, cada cuatro años ocurre un asesinato el día 29 de febrero…
Reparto de la película
- Park Eun-hye
- Im Ho
- Lee Myeong-jin
- Im Hyeon-kyeong
- Choi Yoon-jeong
- Baek Eun-jin
- Yoo Yeon-soo

### Forbidden Floor
Min-young se muda junto a su hija Joo-hee a un nuevo apartamento en un quinto piso. Ella se preocupa cuando su vecino de abajo, Han Chang-soo, le dice que no puede tolerar el ruido de su vivienda, aun cuando las dos mujeres viven tranquilamente.
Además, está inquieta por los extraños comportamientos de otros residentes. Min-young se endurece mentalmente después de la mudanza, en gran parte debido a la rara conducta y continua confrontación de su hija con una mujer extraña.
Convencida de que Joo-hee ha caído enferma y asustada por los misteriosos que rodean al apartamento, Min-young busca la verdad por sí misma...
Reparto de la película
- Kim Seo-hyeong
- Kim Yoo-jeong
- Jo Yeong-jin
- Kim Yeong-seon
- Kim Ja-yeong

### Roommates
Las compañeras de cuarto Yoo-jin, Eun-soo, Bo-ram, y Da-young empollan para el examen de acceso a la universidad. Les es difícil adaptarse a la agobiante atmósfera del instituto y sus diferentes personalidades. Yoo-jin tiene la mayor dificultad en esa viciada vida del instituto y comienza a tener visiones de acontecimientos que ocurrieron en el instituto en el pasado (como el trágico fuego que ocurrió años atrás). Yoo-jin se consume gradualmente por el miedo, y la relación entre las cuatro amigas íntimas comienza a sufrir...
Reparto de la película
- Kim Seo-hyeong
- Kim Yoo-jeong
- Jo Yeong-jin
- Kim Yeong-seon
- Kim Ja-yeong

### Dark Forest
Woo-jin, Jung-ah y otros tres senderistas salen felices en una excursión de ascenso a una montaña. Caminando por el interior del bosque, Se-Eun y Joon-hoo se hieren y el grupo lo ve como un serio obstáculo: están lejos de alguna zona habitada y lejos también de algún área donde los teléfonos móviles estén operativos. Jung-ah está particularmente inquieta; ella de mala gana es capaz de ver el futuro, una influencia residual de sus padres chamanes. La terrorífica situación les lleva a descubrir pronto los alarmantes secretos del bosque ...
Reparto de la película
- So Yi-hyun
- Lee Jong-hyuk
- Kim Young-joon
- Park Choong-seon
- Kim Hye-sun